# 阿木塔诺尔
阿木塔诺尔是一个位于中国黑龙江省杜尔伯特县的湖泊，面积约为95平方千米。